# Klášter svatého Bernarda
Svatobernardský klášter, či klášter svatého Bernarda, německy Stift Sankt Bernhard, je někdejší ženský cisterciácký klášter v dolnorakouské obci Sankt Bernhard-Frauenhofen.

## Dějiny

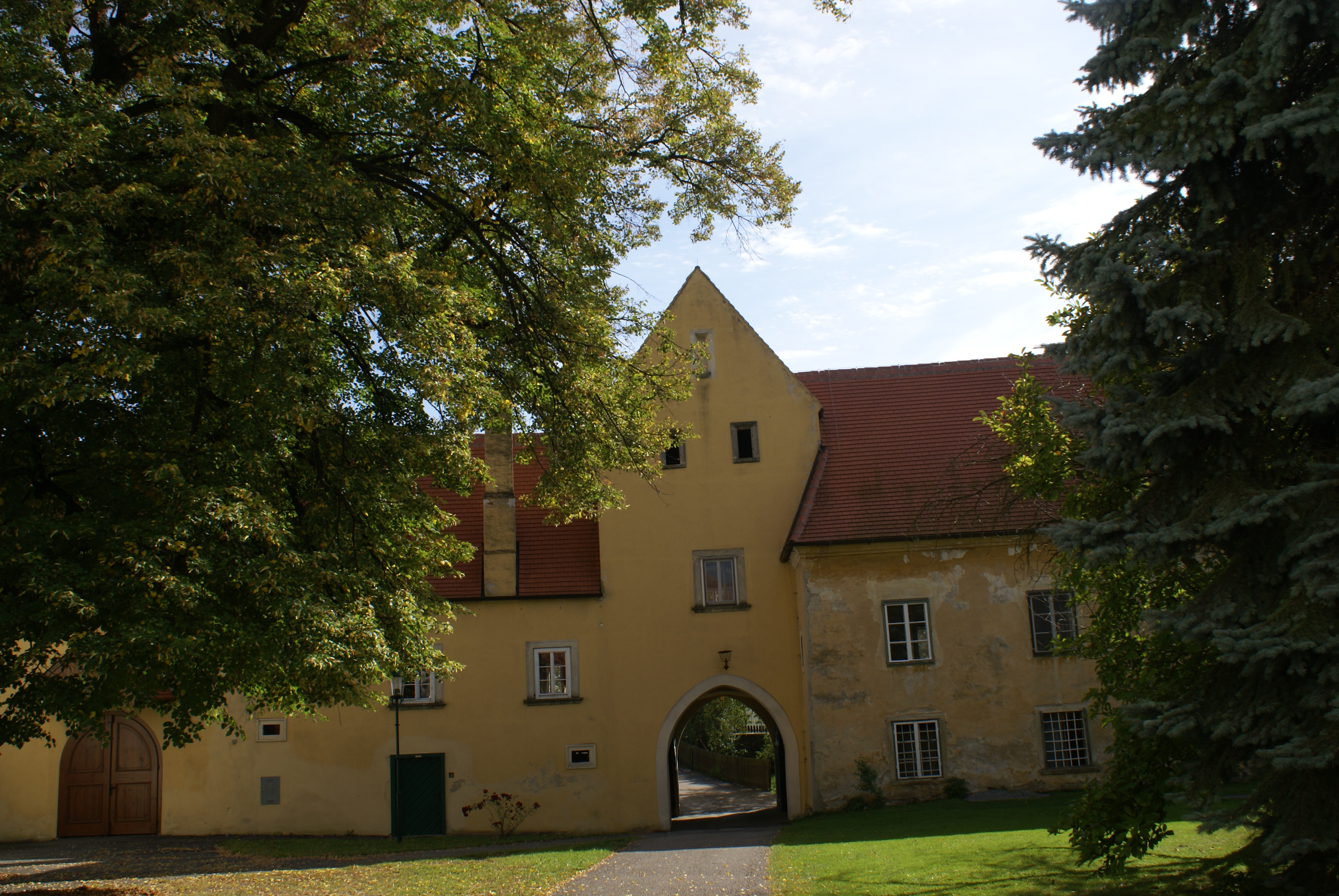
Pohled na bránu kláštera z vnitřního dvora

Roku 1277 byl přeložen klášter cisterciaček z Neumelonu do dnešní obce St. Bernhardu. Donátorem kláštera byl Štěpán Seeberg z Maissau, jehož manželkou byla česká šlechtična Markéta z Hradce. Její sestra Marie byla od roku 1285 abatyší svatobernardského kláštera.
V roce 1580 byl klášter v důsledku reformace rozpuštěn. Roku 1586 přešel opuštěný klášter s hospodářstvím do správy jezuitům ve Vídni, a po zrušení jejich koleje roku 1773 měnily budovy kláštera několikrát majitele a zčásti zchátraly, než po smrti posledního majitele, svobodného pána z Ehrenfelsu v roce 1852, připadly klosterneuburskému klášteru.
V roce 1947 byl renovován kostel. Roku 1961 došlo k přenesení kapitulního sálu a zbytků křížové chodby a do kláštera v Klosterneuburgu.